# Metz Handball
Metz Handball este o echipă de handbal feminin din Metz, Franța. Fondat în 1965, clubul este cunoscut pentru secția de handbal feminin, cea mai de succes din Franța, câștigând 23 de Campionate ale Franței și 9 cupe ale Franței.

## Jucătoare

### Lotul actual
Sezonul 2021-22
| Portari - 12 Ivana Kapitanović - 71 Melanie Halter - 99 Hatadou Sako Extreme Extreme stânga - 06 Chloé Valentini - 21 Laura Kanor Extreme dreapta - 14 Debbie Bont - 31 Adriana Cardoso de Castro Pivot - 09 Astride N'Gouan - 27 Sarah Bouktit | Linia de metri Interi stânga - 08 Ćamila Mičijević - 11 Tamara Horacek - 17 Orlane Kanor Centri - 02 Bruna de Paula - 07 Grâce Zaadi - 10 Méline Nocandy (c) Interi dreapta - 19 Louise Burgaard - 24 Emma Jacques |

## Transferuri
Transferuri pentru sezonul 2022–23
| Se alătură - Kristina Jørgensen (inter stânga) (de la Viborg HK) - Camille Depuiset (portar) (de la Bourg-de-Péage Drôme) - Julie Le Blevec (extremă dreapta) (de la Fleury Loiret Handball) - Léna Grandveau (centru) (de la Bourg-de-Péage Drôme) | Pleacă - Méline Nocandy (centru) (la Paris 92) - Orlane Kanor (inter stânga) (la Rapid București) - Ivana Kapitanović (portar) (la Rapid București) - Adriana Cardoso de Castro (extremă dreapta) (la ŽRK Budućnost Podgorica) - Astride N'Gouan (pivot) (la Paris 92) |

## Evoluția în Champions League
| Sezon   | Competiție       | Runda           | Club                       | Tur   | Retur | Loc                      |
| ------- | ---------------- | --------------- | -------------------------- | ----- | ----- | ------------------------ |
|         |                  |                 |                            |       |       |                          |
| 2021–22 | Liga Campionilor | Grupă (Grupa B) | ȚSKA Moscova               | 24–32 | 26–27 | 3                        |
| 2021–22 | Liga Campionilor | Grupă (Grupa B) | Vipers Kristiansand        | 23–18 | 31–25 | 3                        |
| 2021–22 | Liga Campionilor | Grupă (Grupa B) | Odense Håndbold            | 38–31 | 27–21 | 3                        |
| 2021–22 | Liga Campionilor | Grupă (Grupa B) | Győri Audi ETO KC          | 29–33 | 30–39 | 3                        |
| 2021–22 | Liga Campionilor | Grupă (Grupa B) | Kastamonu Bld. GSK         | 33–25 | 30–20 | 3                        |
| 2021–22 | Liga Campionilor | Grupă (Grupa B) | IK Sävehof                 | 35–21 | 31–28 | 3                        |
| 2021–22 | Liga Campionilor | Grupă (Grupa B) | RK Krim                    | 27–27 | 29–28 | 3                        |
| 2021–22 | Liga Campionilor | Playoff-uri     | Borussia Dortmund Handball | 30-22 | 32–19 | Calificată în Final Four |

## Palmares intern

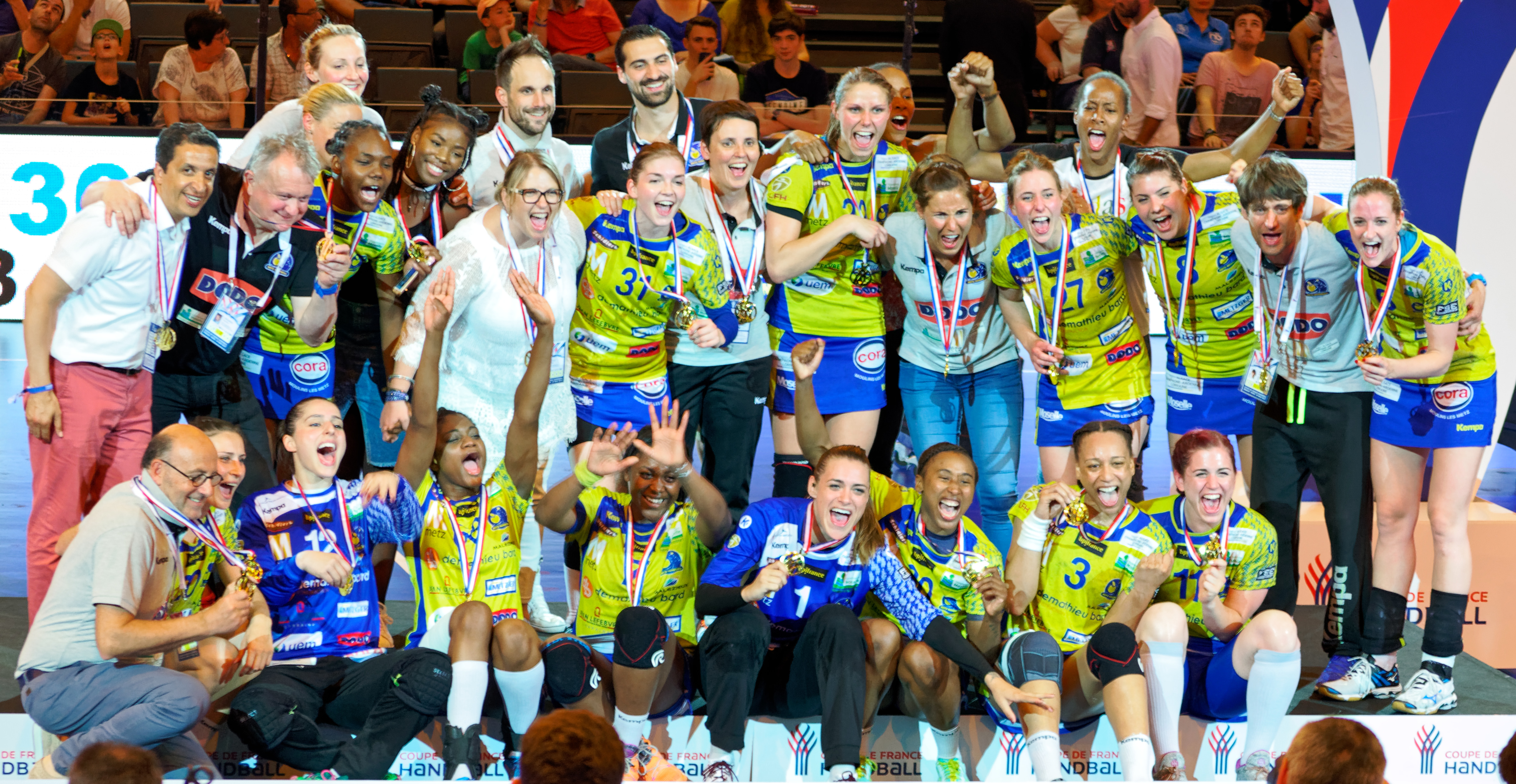
Echipa în 2017

- Liga Națională de Handbal feminin: 1989, 1990, 1993, 1994, 1995, 1996, 1997, 1999, 2000, 2002, 2004, 2005, 2006, 2007, 2008, 2009, 2011, 2013, 2014, 2016, 2017, 2018, 2019, 2022, 2023
- Cupa Franceză: 1990, 1994, 1998, 1999, 2010, 2013, 2014, 2017, 2019, 2022, 2023

## Palmares internațional
- Cupa EHF - Finală 2013